# Pristerognathoides
Pristerognathoides è un genere estinto di terapsidi, appartenente ai terocefali. Visse nel Permiano medio (circa 263 - 259 milioni di anni fa) e i suoi resti fossili sono stati ritrovati in Sudafrica.

## Descrizione
Questo animale era grande quanto un cane di media taglia, ed era lungo circa 1,2 metri. Il cranio era eccezionalmente basso e allungato, ancor più che nell'affine Pristerognathus. Il muso era in generale più lungo di quello di Pristerognathus e le orbite erano più piccole; la dentatura superiore era composta da sei incisivi, un canino e cinque o sei postcanini. I canini erano molto potenti, mentre i postcanini erano piccoli e ben spaziati fra loro. 

## Classificazione
Pristerognathoides era un rappresentante dei terocefali, un gruppo di terapsidi molto diversificati che ebbero ampia diffusione tra il Permiano medio e il Triassico inferiore. Pristerognathoides, in particolare, era un membro della famiglia Scylacosauridae, comprendente numerose forme piuttosto basali e dalle attitudini spiccatamente carnivore. I primi fossili di questo animale vennero ritrovati in Sudafrica nella zona del Karroo e vennero descritti come Alopecognathus minor da Haughton nel 1918; successivamente questa specie venne assegnata al genere Pristerognathus, ma solo nel 1954 Boonstra riconobbe caratteristiche distintive sufficienti da istituire un genere a sé stante, Pristerognathoides. A questo genere, oltre alla specie tipo Pristerognathoides minor, sono state poi assegnate anche le specie P. roggeveldensis, P. vanwyki e P. parvus; quest'ultima specie era stata in un primo momento attribuita da Boonstra a un genere a parte, Maraisaurus, ma probabilmente si tratta di un esemplare giovane di Pristerognathoides. 